# Coma de Setúria
La coma de Setúria és l'alta vall del riu de Setúria situada en la seva capçalera a la parròquia andorrana de la Massana, que continua pel riu d'Aós a la població d'Os de Civís de l'Alt Urgell, el qual segueix aigües avall, amb el nom de riu de Bixessarri, per la parròquia de Sant Julià de Lòria fins que desemboca per la dreta a la Valira, prop d'Aixovall. La part alta andorrana rep el nom de vall de Setúria i la part central de l'Alt Urgell és la vall d'Aós.

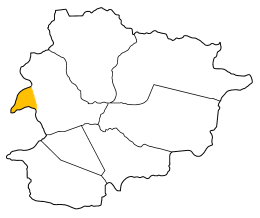
La vall de Setúria

La vall de Setúria és una vall d'origen glacial, típicament ampla i amb fort pendent. Està situada a 1.800 m d'altitud, queda separada de la Vall Ferrera, al Pallars Sobirà, pel port de Cabús de 2.328 m d'altitud. Era un pas utilitzat sovint pels contrabandistes. El Coll de la Botella la separa de la Massana. En aquest coll es troba l'escultura de grans dimensions anomenada Tempesta en una tassa de cafè. És obra del nord-americà Dennis Oppenheim, feta de ferro i que mostra una tassa a punt de caure del plat.
La vall s'utilitza per a pasturatge durant l'estiu, i a l'hivern són pistes d'esquí que enllacen amb l'estació de Pal. Va ser disputada pels veïns d'Os de Civís i de la Massana. La tradició diu que els veïns van decidir posar fi a les picabaralles organitzant una lluita entre dos homes. Va guanyar el lluitador de la Massana, ja que havia estat alimentat amb costelles de corder, mentre que el d'Aós havia estat engreixat amb llet de vaca.
Aigües avall s'uneix el riu de Setúria amb el riu de Salòria formant el riu d'Aós i rep el nom de vall d'Aós, on es troba el poble d'Os de Civís de l'Alt Urgell. A partir del poble la vall és fluvial, més estreta. La vall es troba entre el pic de Salòria, de 2.789 m d'altitud, i el pic d'Aós de 2.406 m. La comunicació amb la resta del municipi de les Valls de Valira és a través del coll de Conflent de 2.150 m d'altitud. La població queda com un periclavament al que s'accedeix per territori andorrà des de Sant Julià de Lòria.
La carretera segueix el curs del riu que a la part andorrana s'anomena riu de Bixessarri. És un dels rius més truiters d'Andorra. Bixessarri és un poble que ha conservat les seves cases medievals. Les noves construccions estan restringides a conservar l'arquitectura tradicional. A la seva vora es troba la capella de Santa Maria de Canòlic on es fa un aplec el darrer dissabte de maig. El riu desemboca a la Valira a Aixovall, al nord de Sant Julià de Lòria.